# Dasytomorphus ruficollis
Dasytomorphus ruficollis là một loài bọ cánh cứng trong họ Aderidae. Loài này được Fairmaire & Germain miêu tả khoa học năm 1863.